# Château de Gordon
Gordon Castle est une maison de campagne située près de Fochabers dans la paroisse de Bellie à Moray, en Écosse. C'était le siège principal des ducs de Gordon et s'appelait à l'origine Bog-of-Gight. La tour médiévale de six étages date de 1498 et, à la fin du XVIIIe siècle, elle est incorporée au centre d'une immense maison néoclassique. Le château est utilisé comme hôpital militaire pendant la Première Guerre mondiale et, en 1954, tout le château, à l'exception de la tour centrale et du pavillon de l'aile est, est démoli à cause de la pourriture sèche.

## Histoire

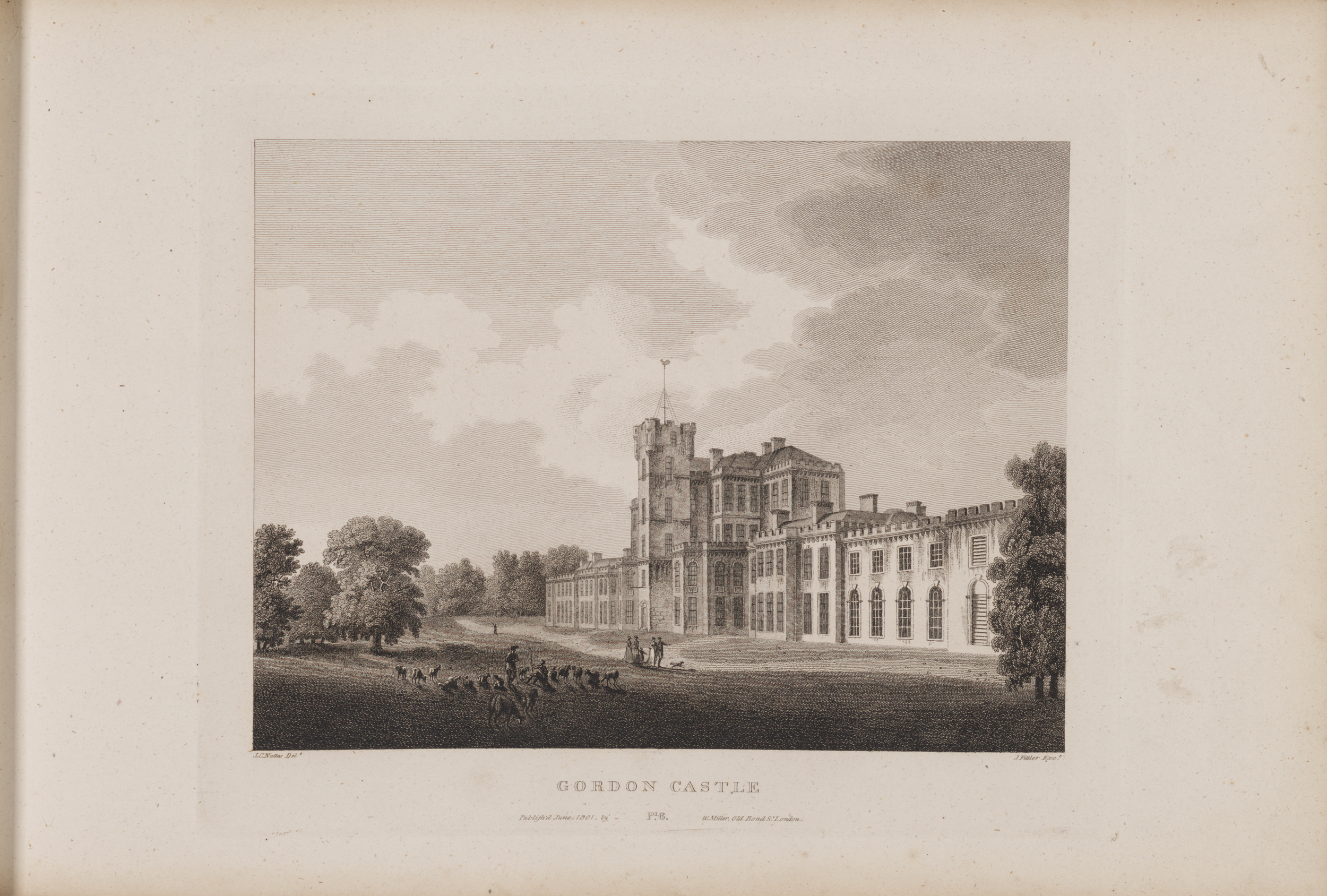
Gravure du château par James Fittler dans Scotia Depicta publiée en 1804

Le château d'origine est construit par George Gordon, 2e comte de Huntly dans les années 1470 et agrandi par son petit-fils et George Gordon, 1er marquis de Huntly. Un inventaire du contenu de novembre 1648 mentionne de somptueux lits et un « poulailler », une cage à perroquets dans la longue galerie.
La première vague d'extension substantielle est entreprise par Alexander Gordon, 2e duc de Gordon dans les années 1720, augmentant considérablement la surface par rapport à la maison-tour d'origine.
L'architecte John Adam est chargé, aux côtés de l'architecte huguenot (français) exilé Abraham Roumieu, de redessiner le château en 1764, mais cela n'a pas abouti. Finalement, la commande revient à l'architecte d'Édimbourg moins connu, John Baxter, qui le reconstruit en 1769 pour Alexander Gordon, 4e duc de Gordon. Le bloc central de quatre étages comprend une tour médiévale de six étages appelée Bog-of-Gight et est flanqué de deux ailes à deux étages. En 1827, l'architecte d'Aberdeen, Archibald Simpson, est chargé de reconstruire l'aile est après qu'elle a été détruite par un incendie.
À son apogée, la façade principale mesurait 173 mètres de long. Après la mort des 7e et 8e ducs à une décennie d'intervalle, les domaines Gordon de 180 000 acres (73 000 hectares) sont  mis en vente par le 9e duc pour payer les énormes droits de succession. La majorité du contenu du château est vendue en 1938, bien que certains portraits de famille et meubles aient été transférés à Goodwood House. En 1952, de vastes zones du château sont infestées de pourriture sèche.
La majeure partie du château est démolie, mais la tour de Bog-of-Gight du XVIe siècle et l'une des ailes, aujourd'hui une maison de campagne indépendante de taille moyenne, ont survécu.